# Thpong
Huyện Thpong (tiếng Khmer: ស្រុកថ្ពង) là một huyện (srok) ở tỉnh Kampong Speu miền trung Campuchia.
Huyện này giáp các huyện (từ phía đông theo chiều kim đồng hồ): Odongk, Samraong Tong và Aoral. Phía bắc là các huyện Tuek Phos và Sameakki Mean Chey của tỉnh Kampong Chhnang.
Huyện Thpong được chia thành 7 xã (khum)
| Mã địa lý | Tên         |       |
| --------- | ----------- | ----- |
| 050801    | Amleang     | អមលាំង  |
| 050802    | Monourom    | មនោរម្យ |
| 050804    | Prambei Mom | ប្រាំបីមុម |
| 050805    | Rung Roeang | រុងរឿង  |
| 050806    | Toap Mean   | ទ័ពមាន  |
| 050807    | Veal Pon    | វាលពន់  |
| 050808    | Yea Angk    | យាអង្គ  |